# AnimagiC
Die Animagic (Eigenschreibweise AnimagiC) ist eine seit 1999 stattfindende deutschsprachige Anime-Convention. Sie wird jährlich im Sommer ausgetragen und findet seit 2017 in Mannheim statt. Die AnimagiC wird vom Verlag des Fachmagazins AnimaniA veranstaltet und ist das älteste überregionale Fantreffen zu Manga, Anime und japanischer Popkultur in Deutschland. Bis zu 30.000 Besucher zählt die Veranstaltung inzwischen jedes Jahr.

## Geschichte
Die Veranstaltung fand zum ersten Mal im Sommer 1999 in der Rhein-Mosel-Halle in Koblenz statt, wo sie bis 2005 jährlich abgehalten wurde. Sie ist somit die älteste deutsche Manga- und Animeconvention. Auf Grund steigender Besucherzahlen wurde die Veranstaltungsfläche im Laufe der Jahre zusätzlich auf das Koblenzer Schloss, zwei Kinos und den „Circus Maximus“, eine Koblenzer Diskothek, ausgeweitet.
Zwischen 2006 und 2016 fand die AnimagiC, aufgrund des Wegfalles des kurfürstlichen Schlosses zu Koblenz wegen eines Besitzerwechsels, in der Beethovenhalle in Bonn statt. Wegen einer Schließung durch beginnende Umbauarbeiten der Beethovenhalle fand die Convention 2016 zum letzten Mal dort statt. Seit 2017 findet die Veranstaltung jährlich Anfang August im Rosengarten in Mannheim statt.
Die AnimagiC 2020 & 2021 wurden wegen der anhaltenden COVID-19-Pandemie abgesagt.

## Programm und Besucher

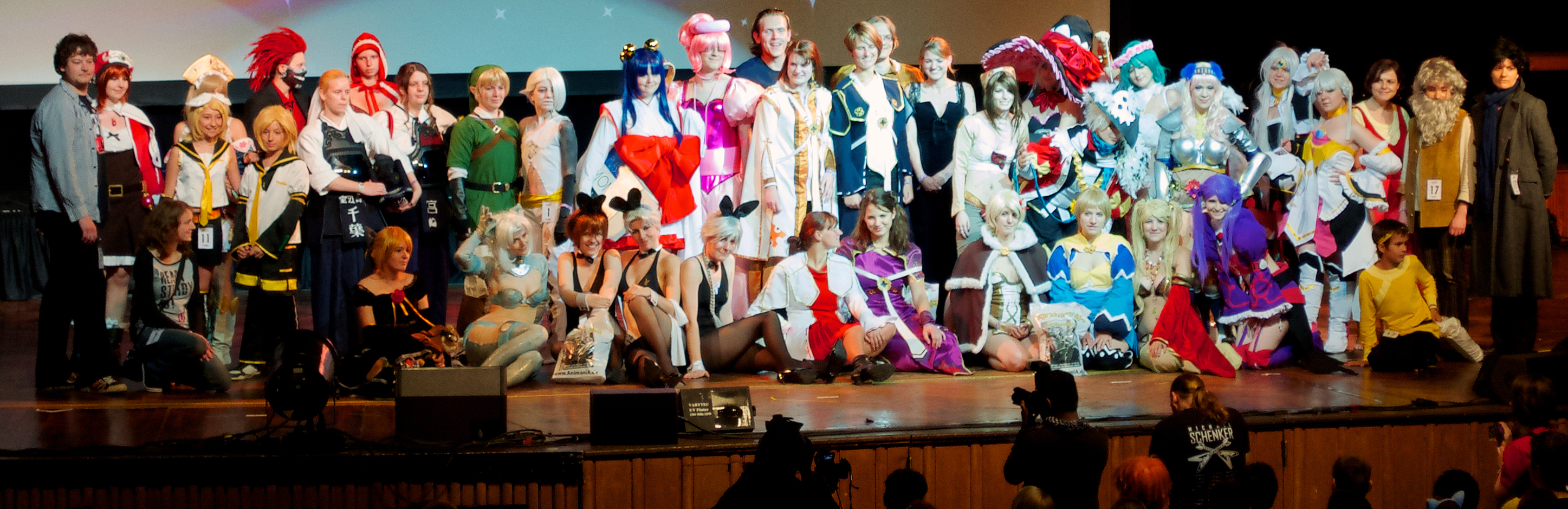
Teilnehmer des Cosplay-Wettbewerbs der AnimagiC 2012

Das Programm bietet an drei Tagen neben japanischer Populärkultur (J-Rock, Visual Kei, Cosplay) auch mehrere Videoräume mit Kinoprogramm, einen Händlerraum, Bring&Buy-Stände (Flohmarkt), Fan-Showacts, japanische Gäste, Rollenspiele, Zeichenkurse, Konzerte, Frage-und-Antwort-Podien mit Ehrengästen, Synchroworkshops, einen Gamesroom, Videospielwettbewerbe und vieles mehr.
Als Ehrengäste werden jedes Jahr bekannte Personen (Zeichner, Regisseure etc.) verschiedener Anime-Studios oder auch Mangaka, Synchronsprecher, Sänger und Musikbands begrüßt. Zu den bekanntesten Gästen gehörte Tadashi Ozawa (freier Animator bei Nausicaä aus dem Tal der Winde, Das Schloss im Himmel, Akira und Record of Lodoss War), welcher in den Jahren 2000 bis 2006 einen Zeichenworkshop mit ausgesuchten Besuchern abhielt.
Spiele-Hersteller wie Nintendo, Square Enix, Namco Bandai oder Capcom präsentieren auf der AnimagiC aktuelle Videospiele, darunter zum Beispiel im Jahr 2012 Resident Evil 6 als Deutschlandpremiere.
Auf der Hauptbühne findet unter anderem ein Cosplay-Wettbewerb der AnimagiC statt, bei dem neben der Umsetzung des Kostüms vor allem die Verkörperung des dargestellten Charakters im Vordergrund steht. Außerdem zeigen Showgruppen aufwändige Stücke mit Anime/Manga-Bezug im Stil von Theater- und Musical-Darbietungen. Außerdem findet auf der Hauptbühne am ersten Tag die Eröffnungsfeier und am letzten Tag die Abschlussfeier statt. Während der Eröffnungsfeier wird der AnimaniA Award in mehreren Kategorien verliehen.
Auf einer weiteren Bühne treten deutsche und japanische Künstler und Showgruppen, wie Taiko-Trommler auf.
Summiert über die drei stattfindenden Tage wird die Besucherzahl der letzten AnimagiC in Bonn mit ca. 15.000 angegeben. Nach dem Umzug in den Rosengarten verdoppelte sich die Besucheranzahl auf ungefähr 30.000 im Vergleich zum letzten Jahr in Bonn. So liegt die genaue Besucherzahl auf der AnimagiC 2019 bei 29.500.

## AnimagiC in Koblenz (1999 bis 2005)

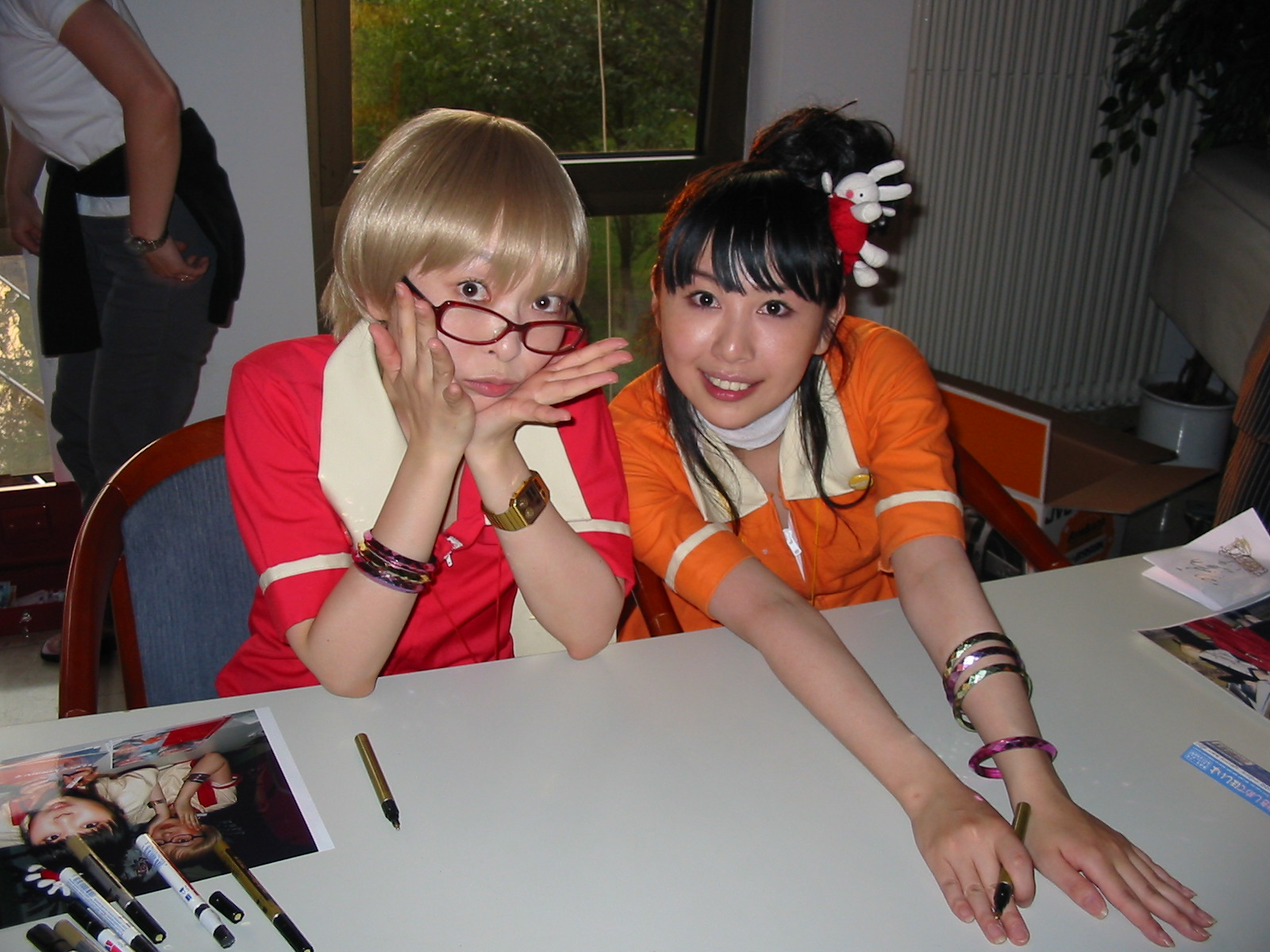
Cutie Pai auf der AnimagiC 2003

Animagic 1999 (6. – 8. August 1999)
Animagic 2000 (7. – 9. Juli 2000)
Manga: Kia Asamiya
Musik: Miyu
Animagic 2001 (15. – 17. Juni 2001)
Musik: Miyu
Animagic 2002 (14. – 16. Juni 2002)
Musik: Yoko Kanno
Animagic 2003 (25. – 27. Juli 2003)
Manga: Satoshi Urushihara (als Gast von Planet Manga)
Musik: Cutie Pai
Animagic 2004 (23. – 25. Juli 2004)
Musik: Cutie Pai
Animagic 2005 (29. – 31. Juli 2005)
Musik: Shinji Kakijima, CHINO (Bana)

## AnimagiC in Bonn (2006 bis 2016)
Animagic 2006 (28. – 30. Juli 2006)
Musik: The GazettE
Animagic 2007 (27. – 29. Juli 2007)
Musik: Plastic Tree, Miyavi
Animagic 2008 (1. – 3. August 2008)
Musik: Nana Kitade
Animagic 2009 (31. Juli – 2. August 2009)
Manga: Arina Tanemura
Musik: Aural Vampire
Animagic 2010 (30. Juli – 1. August 2010)
Musik: Moon Kana
Animagic 2011 (29. – 31. Juli 2011)
Manga: Nozomu Tamaki, Takashi Okazaki
Anime: Kōji Masunari, Gō Nakanishi, Hiroyuki Shimizu, Susumu Kudō, Shunsuke Saitō, Tomonori Ochikoshi
Musik: Shanadoo
Animagic 2012 (27. – 29. Juli 2012)
Manga: Shōji Satō, Kanan Minami
Anime: Atsuhiro Iwakami, Tomonori Ochikoshi
Musik: Kalafina, Kanako Itō
Videospiele: Hideo Baba, Takaki Kosaka
AnimagiC 2013 (26. – 28. Juli 2013)
AnimagiC 2014 (1. – 3. August 2014)
AnimagiC 2015 (31. Juli – 2. August 2015)
AnimagiC 2016 (29. – 31. Juli 2016)

## AnimagiC in Mannheim (ab 2017)

### AnimagiC 2017 (4. bis 6. August 2017)
Japanische Ehrengäste
- Anime: Haruki Hayashi, Hiromichi Kanazawa, Kazuchika Kise, Susumu Mitsunaka, Taichi Ishidate, Tensai Okamura, Tow Ubukata, Wakana Okamura
- Manga: Jay, Lynn Okamoto
- Musik: DJ Kazu, Garnidelia, Konomi Suzuki, True, Yuna Shinohara, Zwei

Deutsche Ehrengäste
- Anime: Beate Pfeiffer, Christian Zeiger, Dennis Saemann, Diana Hesse, Laurine Betz, Mareile Moeller, René Dawn-Claude, Rieke Werner
- Manga: Anna Backhausen, Sophie Schönhammer, Ban Zarbo, Gin Zarbo, Kamineo, Melanie Schober, Mikiko Ponczeck, Nana Yaa, Reyhan Yildirim

### AnimagiC 2018 (3. bis 5. August 2018)
Japanische Ehrengäste
- Anime: Satoshi Motonaga, Yoshihiko Umakoshi, Masahiko Minami, Taichi Ishidate, Yui Ishikawa, Shinichiro Kashiwada, Masayuki Kojima, Shimpei Yamashita, Kevin Penkin, Osamu Masuyama, Shō Tanaka, Atsuko Ishizuka, Kenji Nakamoto
- Manga: Akihito Tsukushi, Ryoko Fukuyama, Kayoru, Maybe
- Light Novel: Reki Kawahara, Kaoru Adachi, abec
- Musik: Amaterasu Taiko, Yuna Shinohara, Ken Nakasako, Eufonius, Konomi Suzuki, Mika Kobayashi, Myth & Roid, Zwei

Deutsche Ehrengäste
- Anime: Jennifer Weiß, Katharina von Daake, Lisa May-Mitsching, Mia Maron, Patrick Keller
- Manga: Ban Zarbo, Chasm, Gin Zarbo, Haiko Hörnig, Marius Pawlitza, Martina Peters, Melanie Schober, Natalia Batsita, Reyhan Yildirim, Sabrina Ehnert, Zofia Garden

### AnimagiC 2019 (2. bis 4. August 2019)
Japanische Ehrengäste
- Anime: Shuji Katayama, Shigeru Saito, Yuji Muto, Takuya Tsunoki, Yutaka Uemura, Yukie Sugawara, so-bin, Mari Suzuki, Nobuhiro Arai, Tadahiro Miura, Mamoru Kanbe, Kenta Suzuki, Kazuya Kita, Soichi Masui, Shuko Yokoyama, Yui Ishikawa, Takaharu Ozaki, Tsunaki Yoshikawa, Tatsuya Kato
- Manga: Kousuke Kurose
- Light Novel: Kumo Kagyu, Kugane Maruyama
- Musik: Mika Kobayashi, Kamui, Sanketsu-girl Sayuri, Aira Yuki, True, Konomi Suzuki, Anly

Deutsche Ehrengäste
- Anime: Anna Ewelina, Ilena Gwisdalla
- Manga: Reyhan Yıldırım, Sabrina Ehnert, Martina Peters, Zofia Garden, Tamasaburo, Pengu, Gin Zarbo, Esa Parr, Ban Zarbo, Nana Yaa, Hirara Natsume

### AnimagiC 2020 und 2021
Die AnimagiC 2020 und 2021 wurden wegen der COVID-19-Pandemie abgesagt.

### AnimagiC 2022 (5. bis 7. August)
Japanische Ehrengäste
- Anime: Taichi Ishidate, Yui Ishikawa, Shinichiro Hatta, Shigeru Saito
- Musik: Aimer, ReoNA, ASCA, LMYK, Miura Ayme, Aira Yuuki, Kashitaro Ito (abgesagt aufgrund einer Covid-19-Erkrankung)[7][8], Sumi Shiamoto & Hayato "Cateen" Sumino

Deutsche Ehrengäste
- Anime: Nicole Silbermann, Lisa Cardinale, Marios Gavrilis, Uwe Thomsen, Patrick Keller, Vincent Fallow, Patrick Baehr
- Manga: Sabrina Schmatz, Zofia Garden, Dominik Jell, Ban Zarbo, Gin Zarbo, Tamasaburo, Racami, Daniel Eichinger, Ren M. Pape, Hirara Natsume

### AnimagiC 2023 (4. bis 6. August)
Deutsche Ehrengäste
- Anime: Felix Mayer, Uschi Hugo, Lisa Cardinale, Janina Dietz, Matthias Hoff, Antonio F. Lopes, Vincent Fallow, Vera Bunk, Poetine Alija, Nicole Hise, Birte Baumgardt, Nicolas Rathod
- Manga: Zofia Garden, Dominik Jell, Olschi, Gin Zarbo, Ban Zarbo, Tamasaburo, Sozan Coskun, SchornEE, Daniel Eichinger, Ren M. Pape

Japanische Ehrengäste
- Musik: Yuki Kajiura/FictionJunction, ASCA, ReoNa, Who-ya Extended, SennaRin, LMYK, Sumi Shimamoto, Ryota Kikuchi, Kashitaro Ito, Mayu Maeshima, Miura Ayme
- Anime: Takashi Washio, Shimpei Yamashita, Yosuke Kinoshita, Makoto Uezu, Masashi Nishikawa, Yuuki Kuwahara, Maria Naganawa, Kohei Okamura, Megumi Matsumoto, Shinichiro Hatta, Tomoyuki Itamura, Haruka Sagawa, Izumi Takizawa, Ryoji Masuyama, Jun Nakai, Miho Matsumoto, Masayuki Kojima, Yuka Kuroda, Kevin Penkin, Franziska van Wulfen, Naoyuki Ito

### AnimagiC 2024 (2. bis 4. August)
Deutsche Ehrengäste
- Anime: Lara Schmidt[12], Philipp Moog, Moira May

Japanische Ehrengäste
- Musik: ClariS, ASCA, Who-ya Extended, Halca, TRUE, MindaRyn, Kashitaro Ito, Ayumi Miyazaki, Miura Ayme, Ryota Kikuchi
- Anime: Yuichiro Hayashi, Norihiro Hayashida, Scott Dolph, Takashi Katagiri, Keisuke Okura, Kazuki Yamanaka, Kappei Yamaguchi, Ryo Horikawa, Shunsuke Nakashige, Sota Furuhashi, Daisuke Yoshida, Yurie Ohigashi, Miho Matsumoto, Toshihiro Kawamoto, Eri Shimomura, Kazuya Nakanishi, Kazufumi Kikushima, Ryohei Kimura, Takurou Iga, Takuya Yoshioka, Kagetsu Aizawa

### AnimagiC 2025 (1. bis 3. August)
Deutsche Ehrengäste
- Anime: Moira May, Lara Wurmer, Sara Wegner, Lisa Cardinale, Esra Vural, Daniela Molina, Anne Luise P.
- Manga: Gin Zarbo, Ban Zarbo, Sozan Coskun, Hirofumi Yamada, David Füleki, Tamasaburo, Dominik Jell, manus, Zofia Garden, Jenny Jinya

Japanische Ehrengäste
- Musik: VK Blanka, Yoko Takahashi, Hiroshi Kitadani, Ryota Kikuchi, Chiai Fujikawa, Kashitaro Ito, ASCA, Who-ya Extended, Rei Yasuda, Sangatsu no Phantasia, ClariS, Aira Yuuki, ASTERISM
- Anime: Nobuharu Takada, Ryosuke Hara, Masaya Fukunishi, Asami Seto, Masahiko Minami, Aoi Ichikawa, Naoki Amano, Shogo Sakata, Takanori Matsuoka, Makoto Furukawa, Chinatsu Matsui, Susumu Mitsunaka, Atsuhito Sato, Shinichiro Hatta, Tatsuya Ishihara, Masashi Nishikawa, Kana Ishida, Jimmy Stone, Daisuke Hiramaki, Ciao Nekotomi, Kuniyasu Nishina, Shimpei Yamashita, Ai Yoshimura, Mariko Oka, Scott Dolph, Hitoshi Haga, Franziska van Wulfen, Ten Kimura,

## Cosplay auf der AnimagiC
Das Verkörpern der Lieblingsfiguren aus Anime, Manga, Games ist traditionell ein fester Bestandteil der AnimagiC. So fand auf der AnimagiC 2019 ein Vorentscheid für die Deutsche Cosplaymeisterschaft statt. Immer mehr Besucher nehmen die Gelegenheit wahr die Convention im Cosplay zu besuchen. Dabei halten sich viele Cosplayer rund um den Wasserturm direkt vor dem Rosengarten auf.
Folgend eine Galerie mit Cosplaybildern aus verschiedenen AnimagiC Jahren:

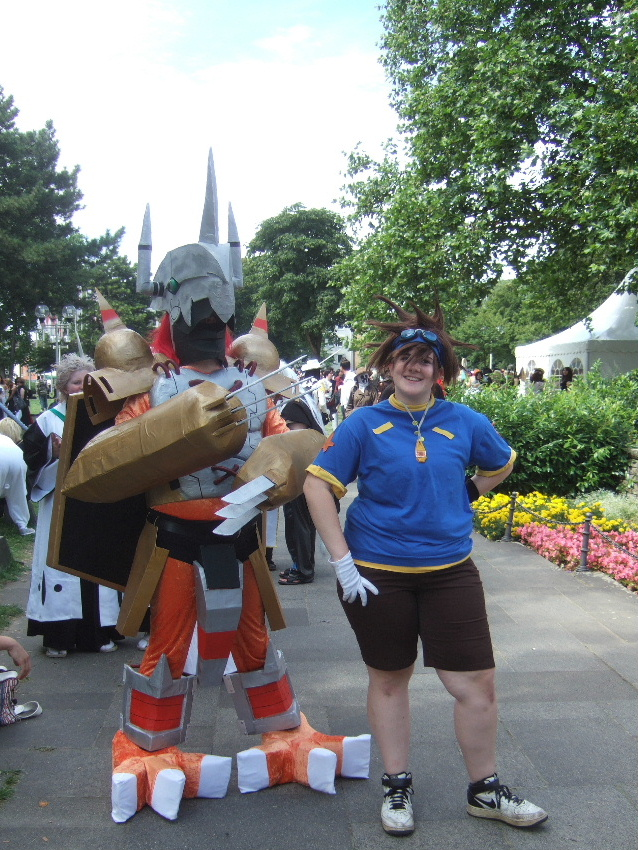
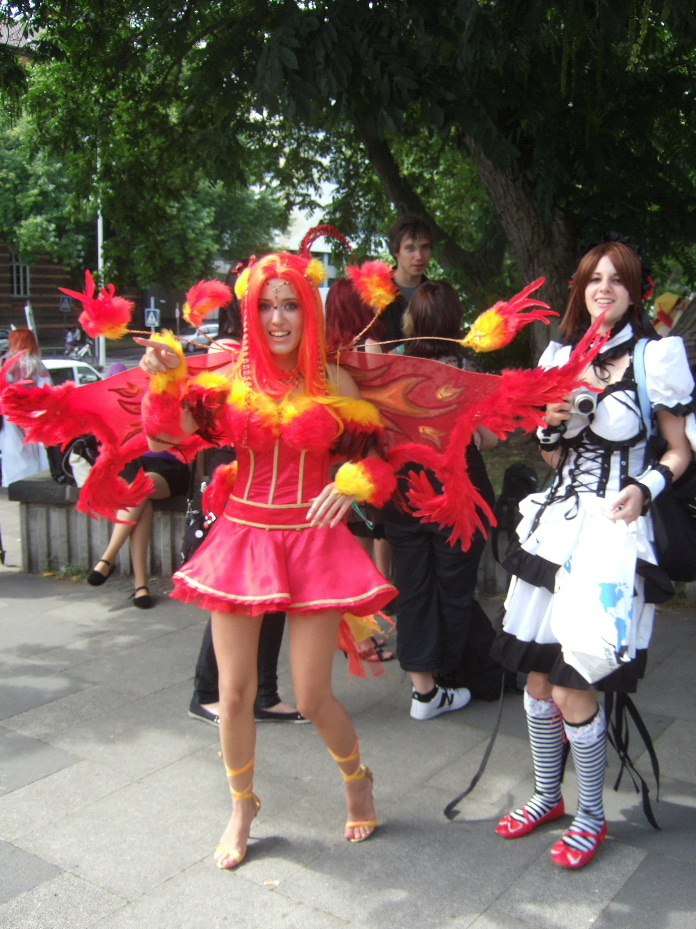
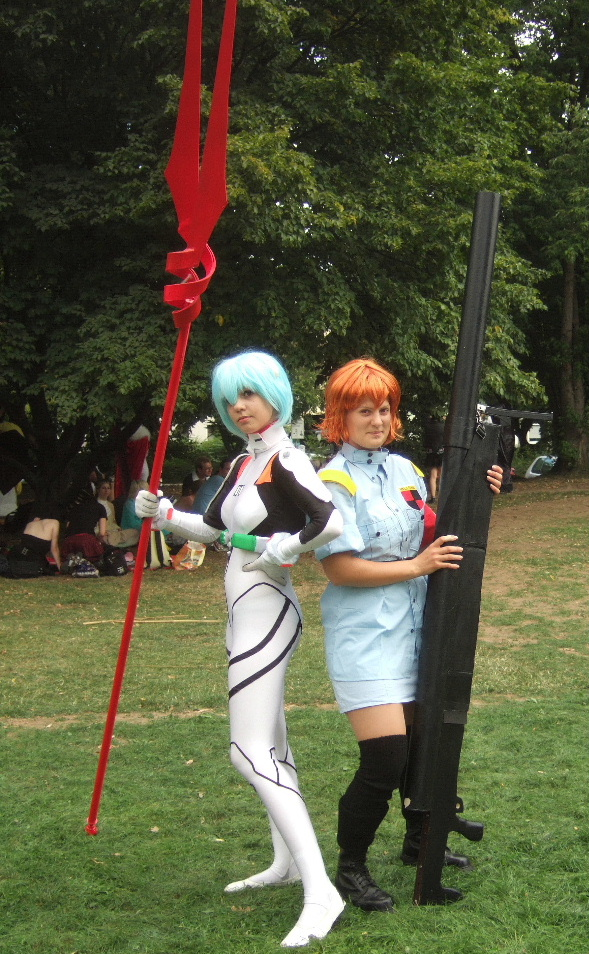
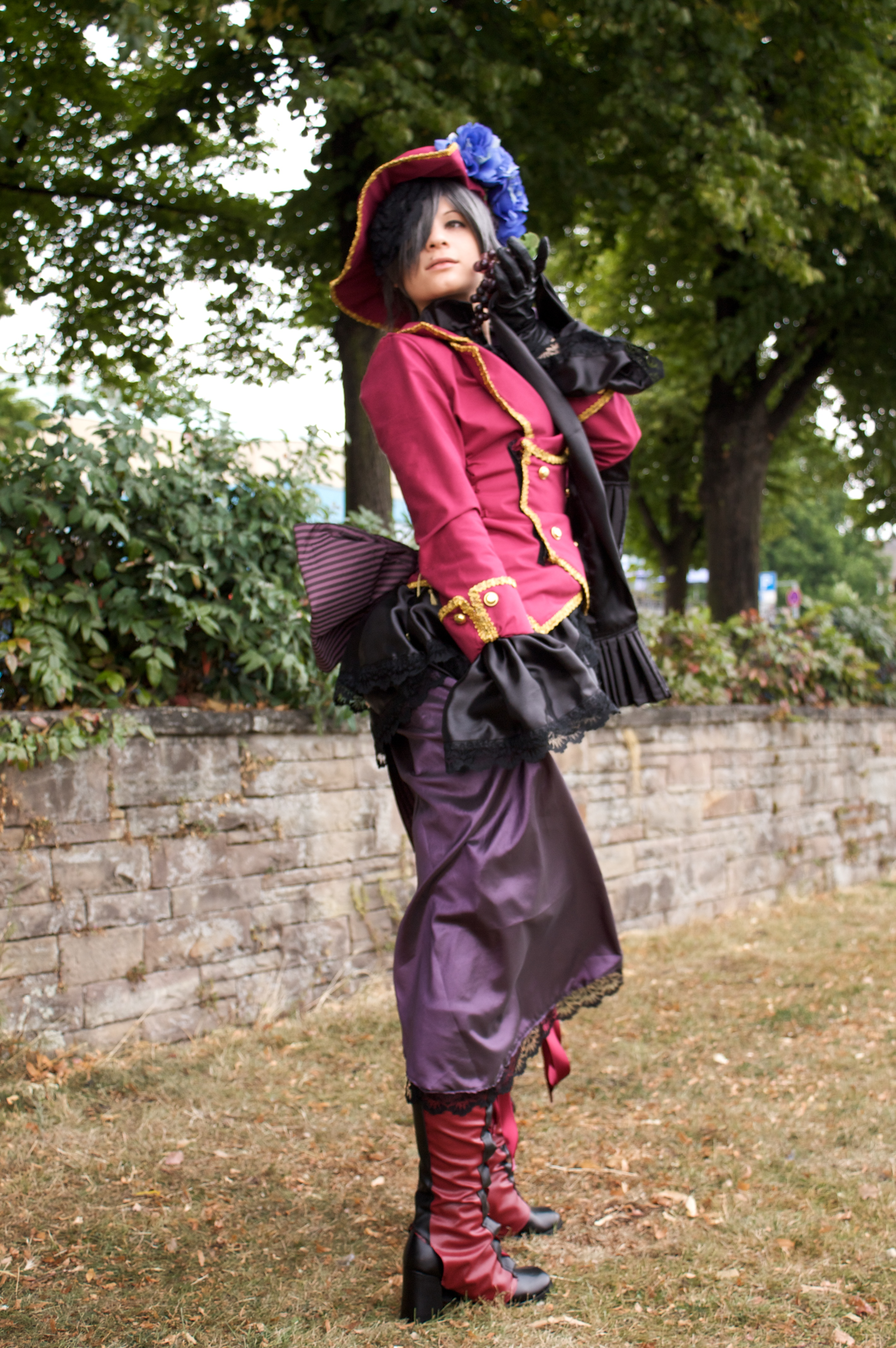
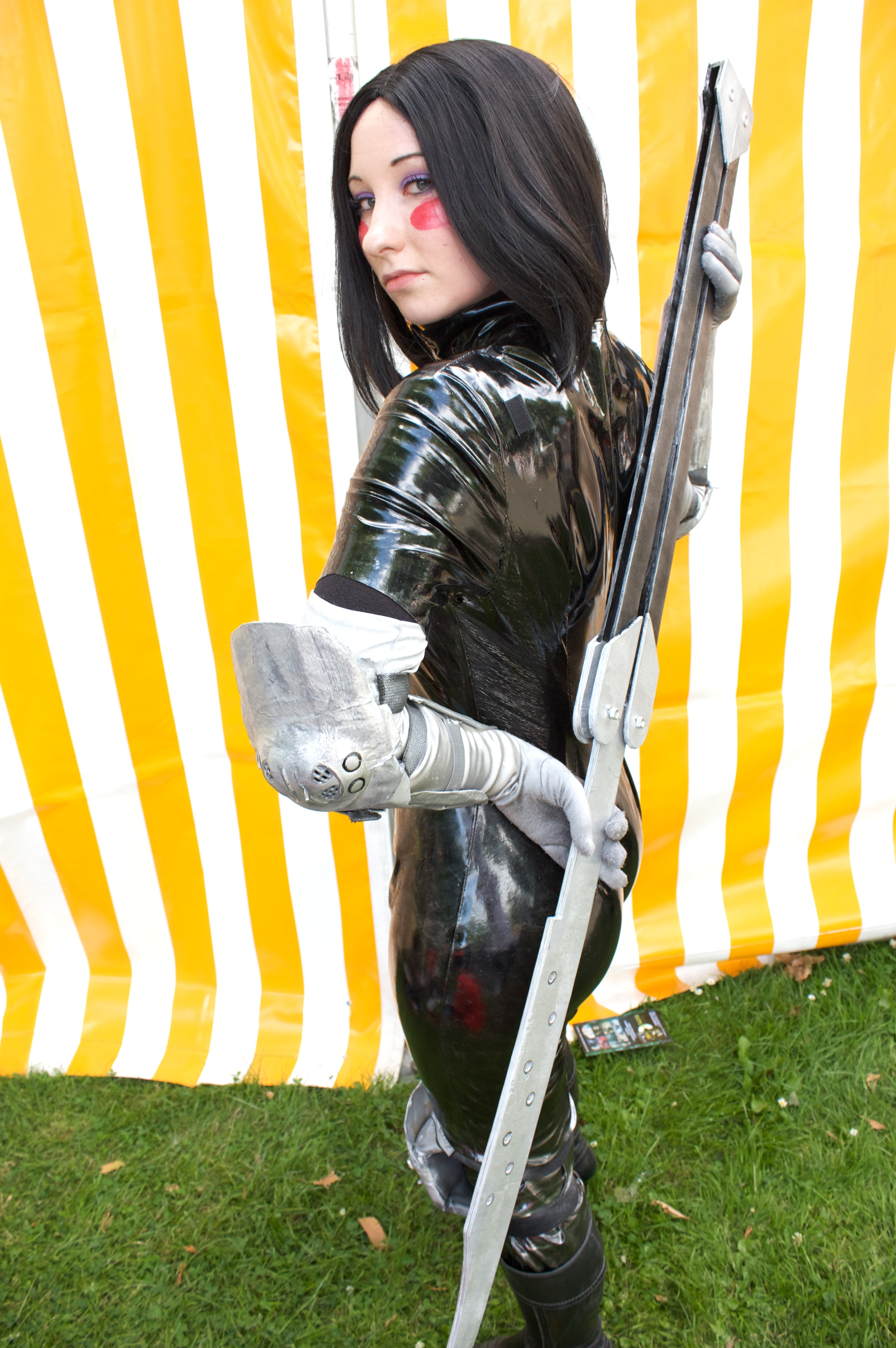
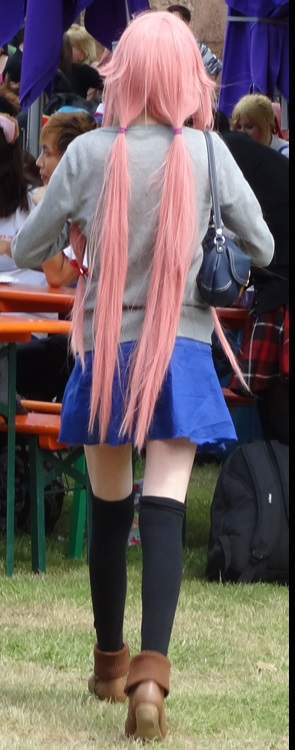
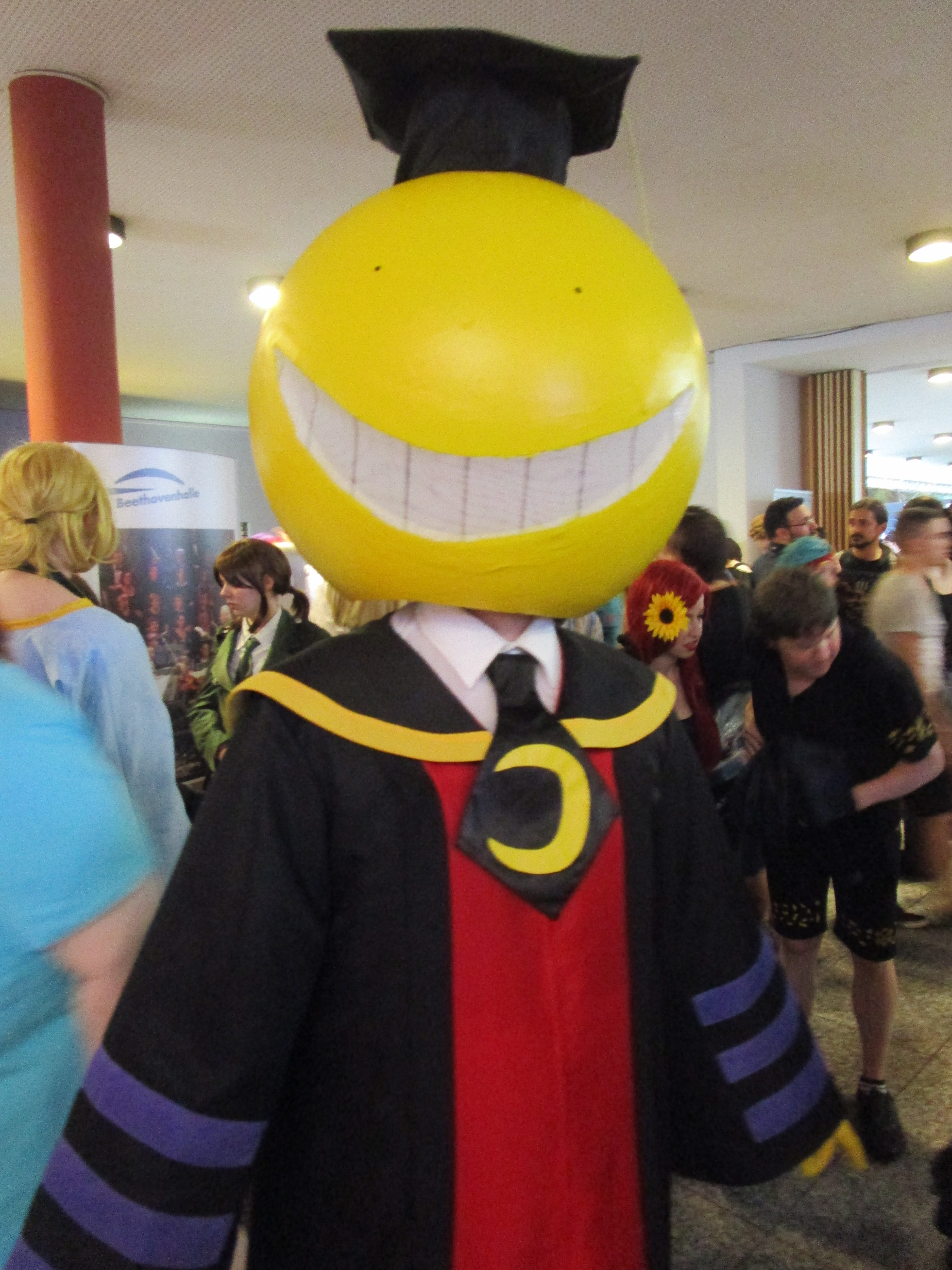
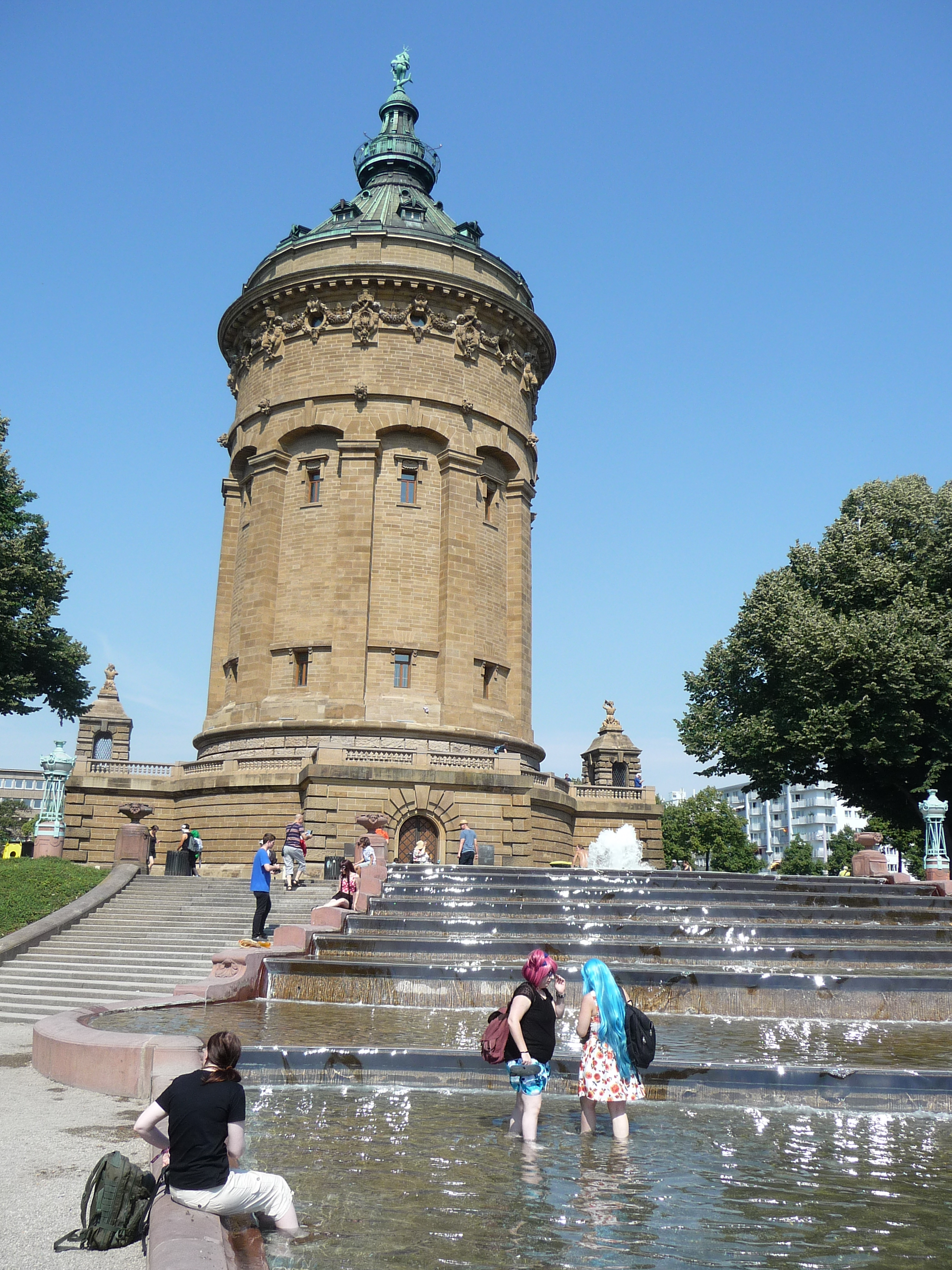